# Eucalyptra
Eucalyptra é um gênero de mariposa pertencente à família Acrolepiidae.